# Das Kabinett des Professor Bondi
Das Kabinett des Professor Bondi (Originaltitel: House of Wax) ist ein im 3D-Verfahren gedrehter Horrorfilm aus dem Jahr 1953. Der Film mit Vincent Price in der Hauptrolle ist eine Neuverfilmung von Das Geheimnis des Wachsfigurenkabinetts aus dem Jahr 1933.

## Handlung
Professor Henry Bondi (in der Originalfassung: Professor Henry Jarrod) ist ein begnadeter Schöpfer von Wachsfiguren im New York von 1910. Als sein Geschäftspartner Matthew Burke mehr Sensationen zur Steigerung des Umsatzes fordert, lehnt Bondi dies aus künstlerischen Gründen ab. Um die Versicherungssumme von 25.000 US-Dollar zu bekommen, steckt Burke das Museum in Brand.
Bondi hat den Brand mit schwersten Verletzungen überlebt und macht sich daran, ein neues Wachsmuseum aufzubauen. Dabei bekommt er Hilfe von dem taubstummen Igor. In der „Kammer des Schreckens“ im Museum bildet Bondi sowohl berühmte Kriminalfälle als auch berühmte Figuren der Geschichte nach. Als Sue Allen das Museum besucht, entdeckt sie eine erschreckende Ähnlichkeit der Figur der Jungfrau von Orleans mit ihrer verschwundenen Freundin Cathy Gray.
Tatsächlich ist Professor Bondi wegen des Verlustes seiner Schöpfungen, die für ihn immer mehr waren als nur bloße Wachsfiguren, wahnsinnig geworden und benutzt nun die Leichen der von ihm ermordeten Menschen als Gerüst seiner neuen Figuren. Als auch Sue Allen zu einer Wachsfigur verwandelt werden soll, kann sie in letzter Sekunde gerettet werden und Bondi findet sein Ende, indem er während der Auseinandersetzung mit der einschreitenden Polizei in einen großen Bottich mit brodelnd heißem Wachs stürzt.

## Hintergrund
- Das Kabinett des Professor Bondi der Warner Bros. war die erste Großproduktion in 3D einer so genannten „Major Company“.
- Regisseur André de Toth hatte nur ein Auge, konnte selbst also gar nicht räumlich sehen. Dennoch gelang es ihm, mit diesem Film nicht nur einen Horrorfilmklassiker zu erschaffen, sondern gleichzeitig auch einen der wenigen 3D-Film-Klassiker.
- Die Hollywood-Uraufführung war ein bedeutsames gesellschaftliches Ereignis, das auch zahlreiche Stars auf den Plan rief, die mit dem Film selbst eigentlich gar nichts zu tun hatten. Eine alte Wochenschauaufnahme zeigt beispielsweise den Schauspieler Bela Lugosi (herausgeputzt im kompletten Draculakostüm) und den Westernstar und späteren US-Präsidenten Ronald Reagan.
- Der Film wurde als einer der ersten mit Stereoton ausgestattet (was bei Fernsehausstrahlungen jedoch bisher ignoriert wurde) und später vom ursprünglichen 35-mm-Filmformat auf 70-mm-Film umkopiert. Als erster 3D-Film mit Stereoton steht der Film im Guinness-Buch der Rekorde.
- Ursprünglich wurde auch dieser Film im Polarisationsverfahren aufgeführt, aber später aus Kostengründen in das einfachere anaglyphe rot-grün-Verfahren umkopiert.
- In den Vereinigten Staaten hatte der Film am 10. April 1953 Premiere. Für die deutschsprachige Fassung wurde der Name der Hauptfigur Henry Jarrod in Henry Bondi geändert. Die deutsche Erstaufführung war am 22. Mai 1953.
- 2005 entstand ein loses Remake namens House of Wax mit Paris Hilton und Elisha Cuthbert, welches nur thematisch (Leichen als Gerüst für Wachsfiguren) auf dem Originalstoff basiert.
- 2014 wurde der Film ins National Film Registry aufgenommen.[1]

### Synchronisation
| Rolle                          | Darsteller    | Synchronsprecher              |
| ------------------------------ | ------------- | ----------------------------- |
| Prof. Henry Bondi (OV: Jarrod) | Vincent Price | Curt Ackermann                |
| Lt. Tom Brennan                | Frank Lovejoy | Fritz Tillmann                |
| Cathy Gray                     | Carolyn Jones | Renate Barken                 |
| Sue Allen                      | Phyllis Kirk  | Marianne Kehlau               |
| Scott Andrews                  | Paul Picerni  | Rolf Hierl oder Peter Petersz |
| Matthew Burke                  | Roy Roberts   | Eduard Wandrey                |
| Sidney Wallace                 | Paul Cavanagh | Siegfried Schürenberg         |
| Sgt. Jim Shane                 | Dabbs Greer   | Hugo Schrader                 |
| Mrs. Andrews                   | Angela Clarke | Tilly Lauenstein              |
| Leon Averill                   | Nedrick Young | Alfred Balthoff               |

## Kritiken
„[…] ein schaurig-schöner Gruselklassiker und ein Klassiker des 3-D-Films. (Wertung: 3 Sterne = sehr gut)“

„Widerliche, auf bloßen Nervenkitzel angelegte Jahrmarktsattraktion.“

„Eine überraschend gut umgesetzte Schauergeschichte, die an Atmosphäre und Spannung ihren Vorgänger bei weitem übertrifft. Der sonst für Gruselfilme eher ungünstige Einsatz von Farbe wird hier unter de Toths sicherer Regie raffiniert und durchdacht gehandhabt. Neben einer Anzahl gestalterischer Effekte (erwähnenswert das Schmelzen der Wachsfiguren während der Feuersbrunst sowie eine Verfolgungsjagd durch die menschenleeren Straßen New Yorks) schockte der Film das damalige Publikum durch einige etwas zu krass geratene Gewaltszenen.“

„Im viktorianischen England spielender Gruselfilm der intelligenteren und anspruchsvolleren Art, der mit Stereoton und 3D-Technik experimentiert.“

## Veröffentlichungen
- DVD: Das Kabinett des Professor Bondi – House of Wax. Warner Home Video 2005 (enthält zusätzlich auch Das Geheimnis des Wachsfigurenkabinetts von 1933)
- 3D-Blu-ray: Das Kabinett des Professor Bondi – House of Wax ab Oktober 2013 bei Warner Home Video. Die englische Tonfassung von Das Kabinett des Professor Bondi ist im original Stereo-Ton.